# Roberto Peyre

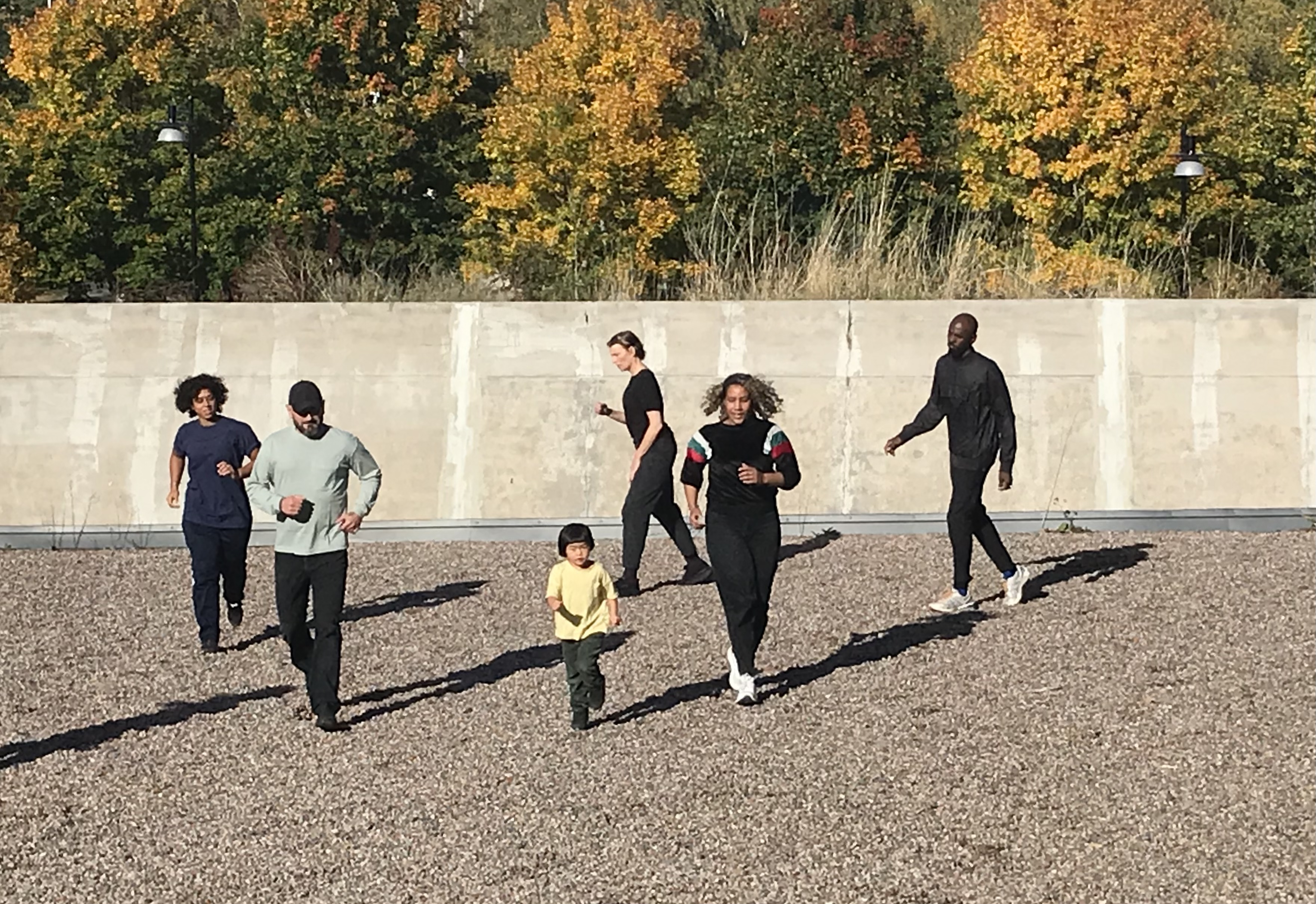
Performance Labryo - This Turning Europe på Accelerator i Stockholm 8 oktober 2022

Gildo Roberto Norberg Peyre, född den 13 april 1971, är en svensk konstnär. Han är utbildad i Fine Art, Aural Visuals Cultures och Critical Theory vid Goldsmiths University of London. Han arbetar i sin konstnärliga praktik med performance, bilder, objekt, video, ljud och musik genom processioner, installationer och interventioner.
Peyre har visat sina arbeten bland annat på Moderna Museet i Stockholm, Henie-Onstad Kunstsenter i Oslo, Lunds konsthall, Galleri Index, Accelerator, Nordiska Museet i Stockholm, Göteborgs Konsthall och Etnografiska museet i Stockholm. Han har haft styrelseuppdrag i Fylkingen och CRAC. Peyre verkar även som konstlärare, konstpedagog, utställningstekniker, curator och producent. Sedan 2013 samarbetar Peyre med konstnärskollektivet Atis Rezistans i Haiti som co-curator för konstbiennalen Ghetto Biennale i Port-au-Prince i Haiti. Som del av kollektivet ställde han 2022 ut på Documenta fifteen i Kassel. och 2023 inom konstprogrammet på kulturfestivalen RISING i Melbourne, Australien.